# Гран-Канария (железная дорога)
Гран-Канария (исп. Tren de Gran Canaria) ― проектируемая железнодорожная линия на острове Гран-Канария в составе Канарских островов. По проекту линия должна пройти от административного центра острова, Лас-Пальмас-де-Гран-Канария, вдоль восточного побережья, обслуживая аэропорт Гран-Канария, и заканчиваться в городе Маспаломас. Строительство линии было анонсировано в 2004 году, но ещё не началось из-за проблем с финансированием.

## История

### Предыстория
В период с 1893 по 1944 год между городами Лас-Пальмас-де-Гран-Канария и Пуэрто-де-Ла-Луз действовала железная дорога, которая была электрифицирована в 1910 году. Однако в 1944 году линия вернулась к использованию паровых локомотивов, перевозивших трамвайные вагоны. Одним из таких локомотивов был известен под именем Ла-Пепа, чей макет выставлен в музее старины города Лас-Пальмас-де-Гран-Канария (исп. Museo Elder de la Ciencia y la Tecnología).
Планы постройки железнодорожной линии, пересекавшей бы остров с севера на юг, появились после строительства экспериментальной железной дороги на эстакадах («tren vertebrado», дословно «позвоночный поезд») в Лас-Пальмас-де-Гран-Канария между 1972 и 1974 годами. Транспортная система, разработанная баскским инженером Алехандро Гойкочеа, состояла из низкопрофильного поезда, ездившего по бетонным путям, поднятыми над землёй. Проект оказался неудачным, и пути были демонтированы в течение года.

### В XXI веке
Планы проектировки скоростной железной дороги, соединившей бы административный центр с городом Сан-Бартоломе-де-Тирахана на юге острова, были предложены Советом Гран-Канарии в начале XXI века. Линия должна была пройти по восточному берегу и соединить Лас-Пальмас-де-Гран-Канария с аэропортом. В 2004 году Министерство Развития Испании запустило тендер на разработку 50-ти километровой линии из Лас-Пальмас-де-Гран-Канария до Маспаломас.
Согласно изначальному плану, железная дорога должна была запускаться в эксплуатацию очередями, первая из которых должна была пройти от парка Сен-Тельмо до пляжа Эль-Верил на углу Плайя-дель-Инглес в Лас-Пальмас. В рамках последующих очередей линия могла бы продолжиться на север, в центр Лас-Пальмас, и заканчиваться в парке Санта-Каталина, при этом на юге железная дорога должна была продолжиться от Маспаломас до Мелонерас. В 2008 году Совет заявил о своих намерениях построить всю линию от Лас-Пальмас-де-Гран-Канария до Мелонерас в пределах одной очереди.
В 2009 году планы получили одобрение Автономного Правительства Канарских островов, и запланированной датой открытия железной дороги стал 2015 год. Транспортные власти Гран-Канарии основали общественную компанию «Ferrocarriles» (рус. «Железная дорога»), которая должна была руководить проектом. Полная стоимость строительства составила 1 миллиард 500 миллионов евро.
Совет обратился к правительству Испании, чтобы они профинансировали проект, но из-за бюджетных ограничений проект железной дороги не получил денежных ресурсов. Между 2009 и 2018 годами Министерство Развития Испании и Совет потратили более 22 миллионов евро на подготовительные работы к строительству линии. В январе 2018 года Министерство Развития и Совет заявили, что практически все контракты получили одобрение на постройку железной дороги, в том числе изменения в маршруте. Проект получил финансирование от Испании на сумме в более, чем 25 миллионов евро. Тем не менее, некоторые экономические проблемы всё ещё мешают началу строительства железнодорожной линии.
В июню 2019 года стоимость железной дороги составила 1 миллиард 650 евро. Совет Гран-Канарии обратился к Европейскому Фонду Регионального Развития, который взял на себя 85 % всего финансирования, в то время как оставшиеся 15 % будут получены от местного и регионального правительства, а также от частных лиц. По состоянию на 2022 год всё ещё неизвестна дата начала строительства железной дороги.

## Маршрут
Согласно планам, 57-километровая железнодорожная линия должна пройти от Лас-Пальмас-де-Гран-Канария на северной стороне острова до Мелонерас на южной. На линии должны располагаться 11 станций, включая подземную станцию в аэропорту Гран-Канария. Бо́льшая часть железной дороги должна пройти в туннелях, а секция в Лас-Пальмас будет располагаться полностью под землёй вплоть до пригорода Хинамар.
Согласно проекту, опубликованному Советом, станции запланированы в парке Санта-Каталина, в парке Сан-Тельмо, рядом с больницей острова, в Хинамаре, в Тельде, в аэропорту Гран-Канария и в городах Каррисаль, Аринага, Весиндарио, Плайя-дель-Инглес и Мелонерас. Дополнительная станция в Хуан-Гранде была предложена мэром Сен-Бартоломе-де-Тирахана. Время поездки между Лас-Пальмас-де-Гран-Канария и Мелонерас должно составлять 25-30 минут.

## Подвижной состав

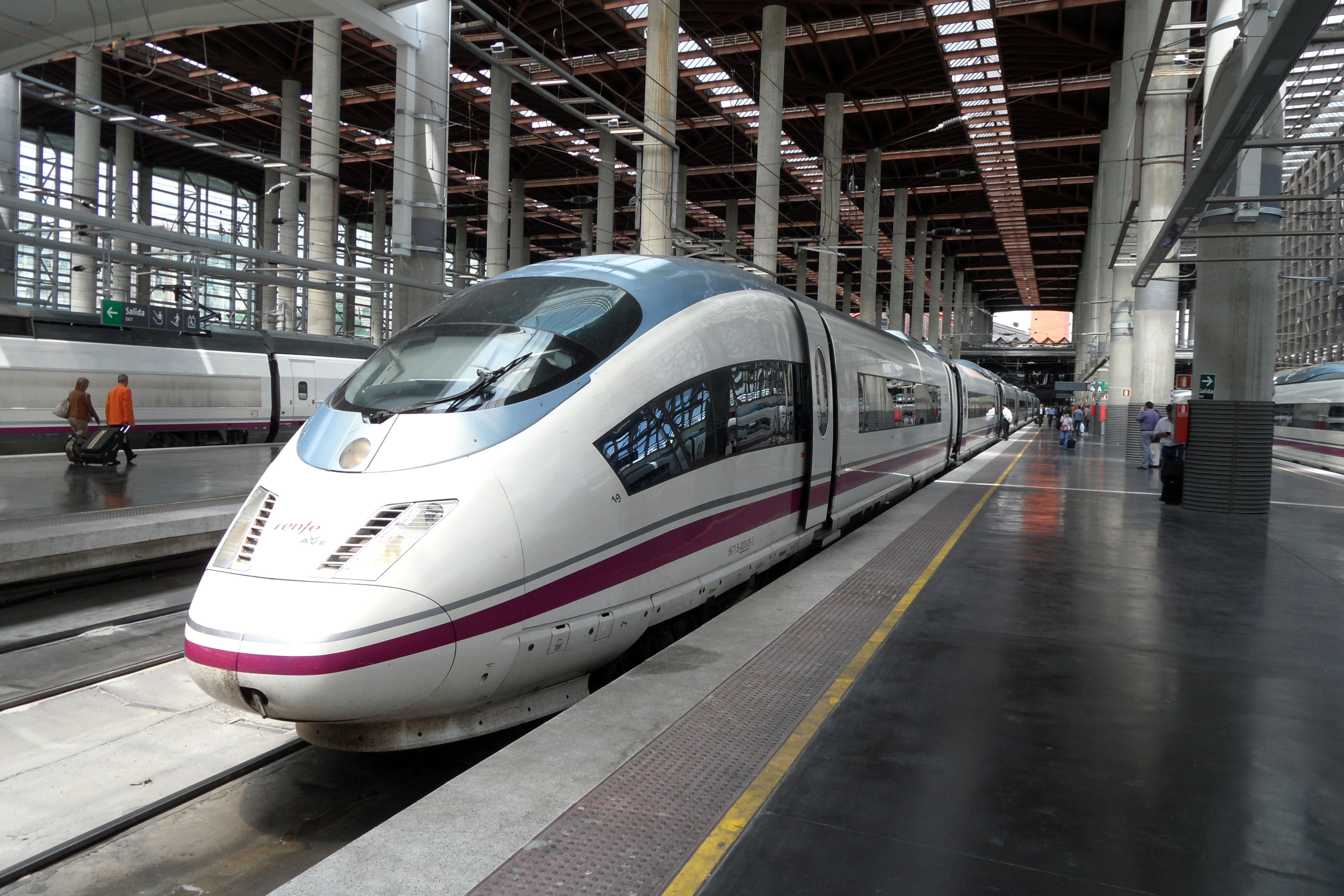
Макет поезда TGC, показанный публике в 2009 году и напоминающий модель Siemens Velaro

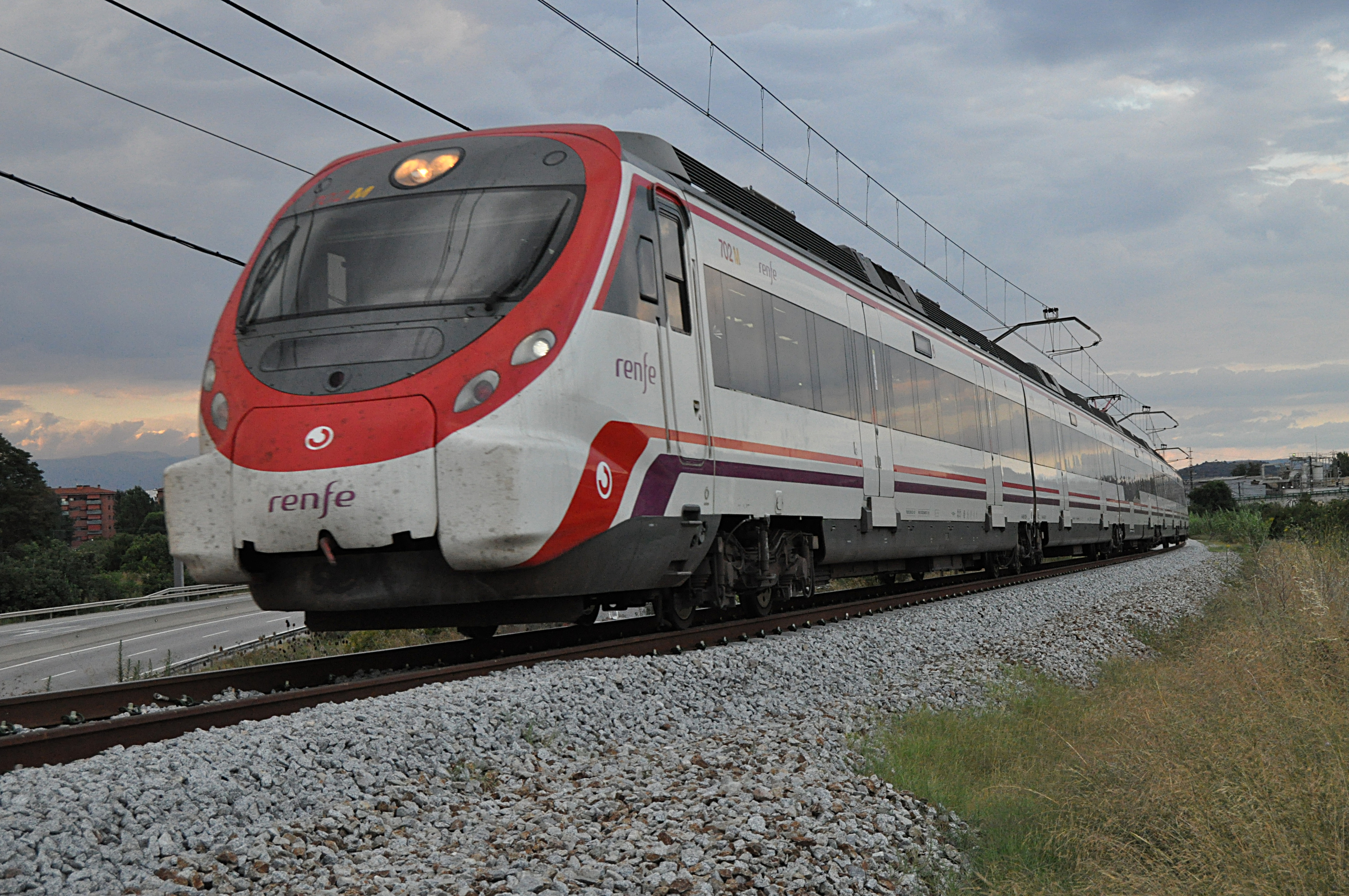
Фотографии, появившиеся в канарской прессе в 2018 году, изобразили поезда CAF Civia в ливрее TGC

Поезда, которые будут эксплуатироваться на железной дороге Гран-Канарии, будут представлять собой гибрид между пригородным и скоростным поездами. Поезд будет состоять из 10 вагонов и составлять в длину 100 метров, максимальная скорость движения по линии будет равняться 160 километрам в час. Вместимость каждого вагона составит 500 пассажиров. Всего на линии запланирована эксплуатация 13-ти поездов.
В 2009 году полноразмерный макет поезда Гран-Канария был выставлен на всеобщее обозрение в парке Сан-Тельмо, Лас-Пальмас-де-Гран-Канария.